# Scorodocarpus borneensis
Scorodocarpus borneensis ist ein Baum in der Familie der Olacaceae aus Thailand, Malaysia und dem nördlicheren Indonesien. Es ist die einzige Art der Gattung Scorodocarpus.

## Beschreibung
Scorodocarpus borneensis wächst als immergrüner Baum mit dichter Krone bis über 50 Meter hoch. Der Stammdurchmesser erreicht über 1 Meter. Der Stamm ist manchmal geriffelt oder es werden kleinere Brettwurzeln gebildet. Die gräuliche bis braune Borke ist rissig bis abblätternd. Der Baum riecht nach Knoblauch.
Die einfachen und kurz gestielten Laubblätter sind wechselständig angeordnet. Die ledrigen, kahlen, eiförmigen bis elliptischen oder verkehrt-eiförmigen, ganzrandigen Blätter sind rundspitzig bis stumpf oder zugespitzt bis bespitzt bis geschwänzt. Die Nebenblätter fehlen.
Es werden kurze und achselständige, fein behaarte Trauben gebildet. Die zwittrigen und kurz gestielten Blüten mit doppelter Blütenhülle sind 4–5-zählig und meist weiß bis cremefarben oder seltener gelb bis rosa. Der becherförmige Kelch ist klein mit minimalem Zipfeln, Zähnen. Die klappigen, aufrechten, länglichen, 10–15 Millimeter langen und röhrig zusammenstehenden Kronblätter sind innen wollig, bärtig behaart mit ausladenden bis zurückgelegten Zipfeln. Die etwa 8–10 fast sitzenden, kurzen Staubblätter sind oben paarig auf den Petalen am „Schlund“ inseriert. Der mehrkammerige, eiförmige Fruchtknoten ist oberständig mit festem, leicht konischem Griffel und fein gelappter Narbe.
Es werden grünliche, kahle, rundliche bis birnenförmige, etwa 4–6,5 Zentimeter große, dünnfleischige Steinfrüchte gebildet. Die einsamigen, dickschaligen, streifig-rippigen Steinkerne sind holzig.

## Verwendung
Die nach Knoblauch riechenden, gekochten Samen, die Blätter und die Rinde werden als Gewürz genutzt.
Das frisch nach Knoblauch riechende, moderat beständige, recht schwere, harte und dunkle Holz wird für eher gröbere Anwendungen genutzt. Es ist bekannt als Kulim. Ähnlich, aber ohne Knoblauchgeruch, ist das Holz von Ochanostachys amentacea aus der gleichen Familie, deren Samen ebenfalls essbar sind.